# Huwelijk prinses Beatrix en Claus van Amsberg
De Nederlandse kroonprinses Beatrix trouwde op 10 maart 1966 met jonkheer Claus van Amsberg. Aangezien Claus de Duitse nationaliteit bezat en tijdens de Tweede Wereldoorlog bij de  Hitlerjugend en Wehrmacht had gediend, ontstond er in Nederland bij een deel van de bevolking commotie over het voorgenomen huwelijk. Op de huwelijksdag in Amsterdam waren er rellen, waarbij met rookbommen werd gegooid. De drie Joodse kerkorganisaties in Nederland boycotten de kerkdienst van het bruidspaar.

## Geschiedenis

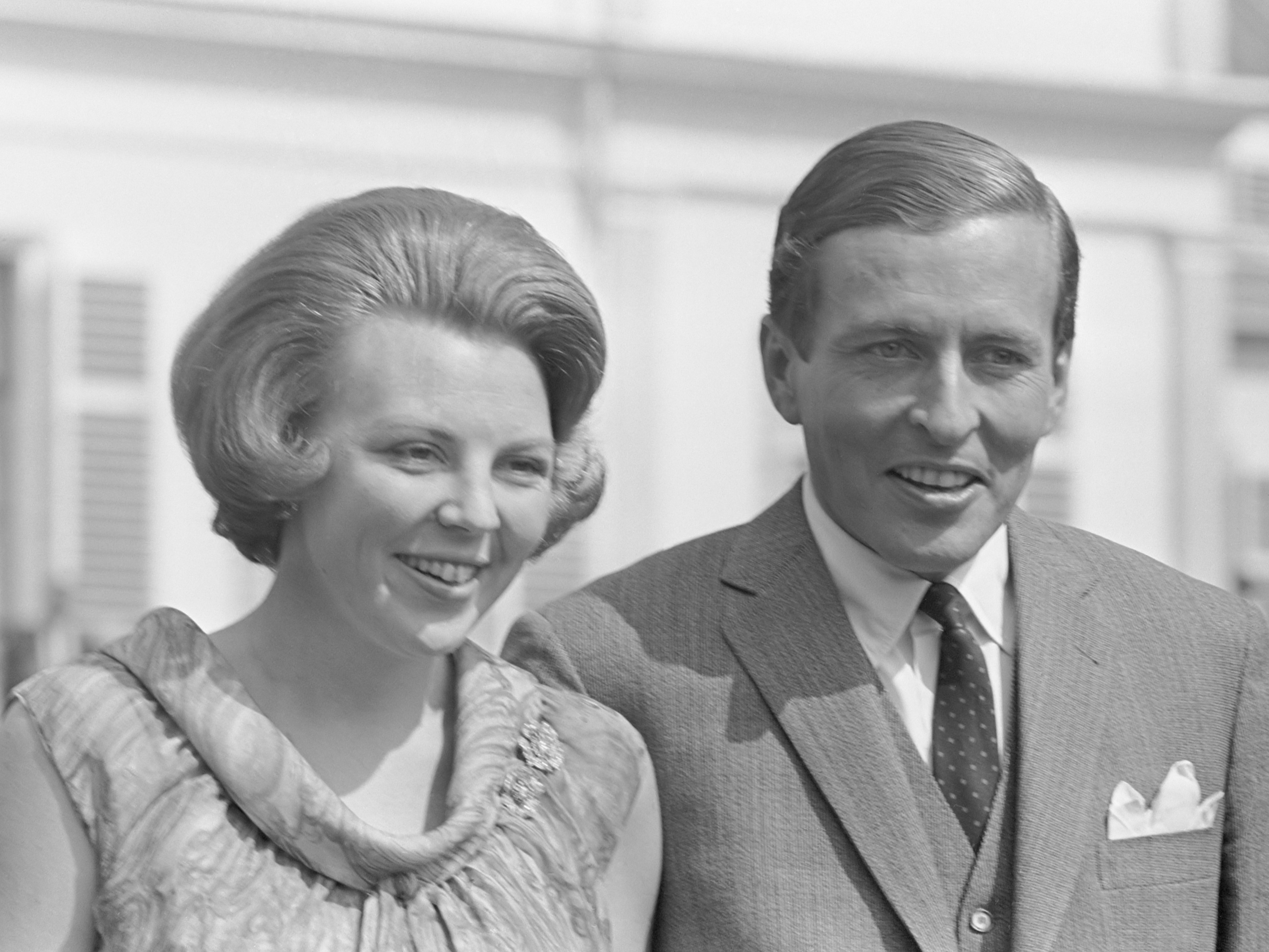
Foto genomen op de dag van de bekendmaking van de verloving

Beatrix en Claus ontmoetten elkaar voor het eerst op oudejaarsavond 1962 op een feestje in het West-Duitse Bad Driburg. Anderhalf jaar later volgden ontmoetingen rond het huwelijk van prinses Tatjana zu Sayn-Wittgenstein en Maurits Prinz von Hessen. Nederlandse journalisten bespiedden Beatrix en Claus op een wintersportvakantie, maar omdat gedacht werd dat Claus voor een beoogde Nederlandse prins-gemaal een te lage maatschappelijke functie vervulde, werd er geen serieus werk gemaakt van zijn aanwezigheid. Verscheidene ontmoetingen eind 1964 en begin 1965, waarbij Richard Prinz zu Sayn-Wittgenstein-Berleburg als rookgordijn fungeerde, verstevigden de relatie tussen Claus en Beatrix.
Zaterdag 1 mei 1965 om negen uur 's morgens werd Beatrix bij haar woning kasteel Drakensteyn in de tuin hand-in-hand met Claus gefotografeerd. De foto's werden gemaakt door freelance-persfotograaf John de Rooij. Die was getipt door Eelke de Jong van tijdschrift Haagse Post, die de informatie gekregen had van journalist Hans van der Werf, die op zijn beurt getipt was door een marechaussee die bij Soestdijk op wacht stond. De foto's werden op 6 mei voor het eerst gepubliceerd door de Britse krant Daily Express, gevolgd door het Nederlandse dagblad De Telegraaf.
Er ontstond grote commotie toen bleek dat Claus een Duitser was en lid was geweest van de Hitlerjugend en Wehrmacht; twintig jaar na de Duitse bezetting van Nederland lag dit nog gevoelig. In juni 1965 werden bij het treinstation Staatsspoor in Den Haag oude nazi-propagandapamfletten opgehangen met daaronder de tekst: 'Claus, terug naar je Heimat'. Ook werden in de stad oranje hakenkruizen op de muren geschilderd, met de letter B erbij. In Amsterdam – met name op de Munttoren, maar ook elders in de stad – werd met witte verf 'Raus Claus' op muren en schuttingen gekalkt.
Door al deze commotie voelden Beatrix en Claus zich geforceerd een versnelde beslissing te nemen. Op 28 juni maakte Beatrix' moeder koningin Juliana hun verloving bekend tijdens een rechtstreekse televisie-uitzending. De Tweede Kamer debatteerde lang en heftig over het voorgenomen huwelijk. Een tweekoppige commissie onder leiding van historicus Loe de Jong van het toenmalige Nederlands Instituut voor Oorlogsdocumentatie onderzocht op eigen initiatief het oorlogsverleden van Claus. De commissie vond geen bewijs dat Claus een oorlogsmisdaad had begaan. Daarop verklaarden de fractievoorzitters dat een wetsvoorstel voor het huwelijk een meerderheid zou halen. 
De kritiek op Claus bleef echter aanhouden. Bij een bezoek aan de Jaarbeurs in Utrecht op 13 september 1965 werden naast veel confetti ook stenen naar Claus en Beatrix gegooid. Een rauw ei kwam terecht op de motorkap van de wagen die achter hen reed. Aan een naar het paar gegooid propje bevond zich een lint met de tekst "Claus Raus".

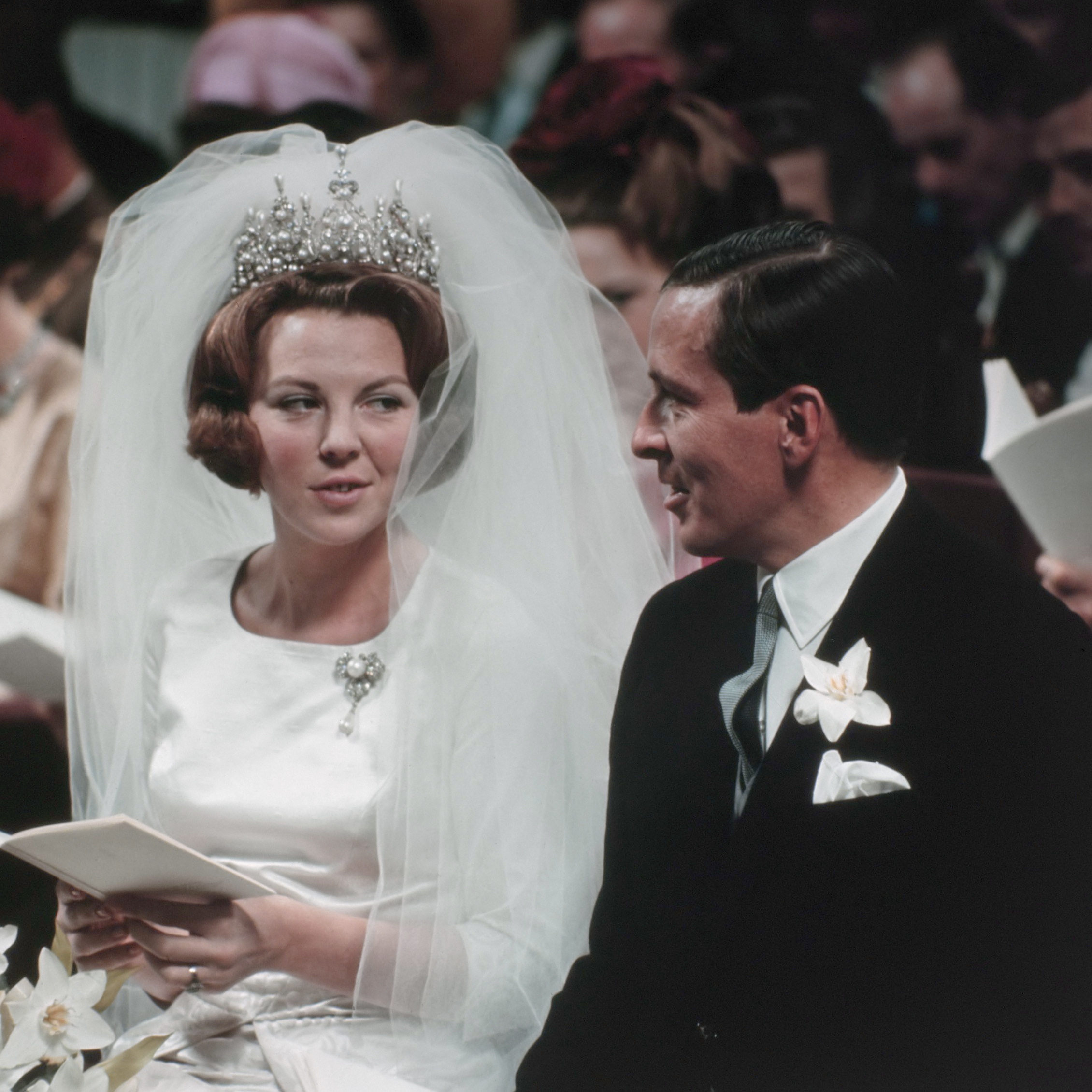
Huwelijk (10 maart 1966)

Toen duidelijk werd dat het huwelijk zou plaatsvinden in Amsterdam, vonden de drie Joodse kerkorganisaties in Nederland dit een belediging aan het adres van de Nederlandse Joden die tijdens de oorlog vooral vanuit Amsterdam naar Duitse concentratiekampen waren gedeporteerd.
Om aan alle commotie te ontkomen, spraken Beatrix en Claus de voorkeur uit hun voorgenomen huwelijksvoltrekking in Baarn te laten plaatsvinden. De regering wilde daarvan niets weten en gelastte de trouwerij te laten doorgaan in Amsterdam. Op 10 december 1965 kreeg Claus een Nederlands paspoort en op 16 februari 1966 werd zijn naam officieel gewijzigd in Claus George Willem Otto Frederik Geert van Amsberg.
Op 10 maart 1966 werd het burgerlijke huwelijk in het stadhuis van Amsterdam voltrokken door de burgemeester van Amsterdam Gijs van Hall, waarbij Claus de titel Prins der Nederlanden en het predicaat Jonkheer van Amsberg kreeg. Dezelfde dag werd het huwelijk kerkelijk ingezegend in de Westerkerk. De kerkdienst werd geboycot door de vertegenwoordigers van de drie Joodse kerkgenootschappen.
De huwelijksgetuigen voor Beatrix waren haar vriendinnen Renée jonkvrouw Röell en prinses Alexandra van Kent, oom Aschwin zur Lippe-Biesterfeld en voormalig politicus Willem Drees. Claus' huwelijksgetuigen waren zijn oom Julius Freiherr von dem Bussche-Haddenhausen, de gezamenlijke vriend van hem en Beatrix jonkheer Frans Alting von Geusau, zijn vriend Johan Christian Freiherr von Jenisch en zijn studievriend Ferdinand Graf von Bismarck.  
De rijtoer naar en van de kerk in Amsterdam, waar de Provobeweging zich al tijden roerde, werd verstoord door rellen met rookbommen en zevenklappers. Volgens enkele kranten waren er zo'n duizend relschoppers. Een deel scandeerde "revolutie" en "Claus heraus". Dranghekken en vlaggenmasten werden omvergetrokken en fietsen en bromfietsen op straat gegooid. In de Kalverstraat werd een auto omgeduwd.